# Oulema palustris
Oulema palustris är en skalbaggsart som först beskrevs av Willis Blatchley 1913.  Oulema palustris ingår i släktet Oulema och familjen bladbaggar. Inga underarter finns listade i Catalogue of Life.